# Edward Kaczkowski
Edward Kaczkowski (ur. 17 sierpnia 1839 r. w Bełchatowie, zm. 8 września 1868 r. w Krakowie) – polski ziemianin, dziedzic miasta Bełchatowa z przyległościami. Syn Ludwika Kaczkowskiego, wnuk Stanisława Kaczkowskiego, kaliszanina i posła na Sejm Królestwa Polskiego.

## Życiorys
Edward Kaczkowski wywodził się ze starej rodziny szlacheckiej legitymującej się herbem Świnka. Urodził się jako drugie dziecko Ludwika (1809-1862) i Julii z Niemojowskich Kaczkowskich (1813-1852). Miał rodzeństwo: Emilię (1836-1855), Zofię (1838-1844) i Aleksandra (1840-1865), a ponadto przyrodnią siostrę Ludwikę (ur. 1856) z drugą żoną ojca, Szymańską. Był zaręczony z Florentyną Krzysztoporską, która zmarła w 1861 r., mając zaledwie 23 lata.
Odbył staranne wykształcenie domowe, dzięki bogactwu ojca odbywał podróże po wielu krajach Europy, a na początku lat 60. został studentem prawa Szkoły Głównej Warszawskiej. Po śmierci władczego ojca współdziedziczył z bratem majątek, który po powstaniu styczniowym znalazł się w trudnej sytuacji finansowej m.in. wskutek zakazu propinacji i braku działów, a nade wszystko nieumiejętnego zarządzania przez plenipotenta Artura Lessla (1836-1897). Sytuacja była tym trudniejsza, że macocha i trzecia żona ojca Edwarda, Antonina z Żelisławskich Kaczkowska nie była przychylna dziedzicowi i dążyła do podziału majątku po zmarłym mężu.
Na domiar złego Edward Kaczkowski chorował na gruźlicę, która wówczas była chorobą śmiertelną. Po licznych konsultacjach lekarskich, w ramach profilaktyki wyjeżdżał do uzdrowisk, głównie na południe Europy. Jednym z miejsc, w których przebywał w latach 1865-1867 były Eaux-Bonnes, Biarritz i Pau. Ostatecznie kosztowne wyjazdy w niczym nie pomogły, a kończące się pieniądze i groźba popadnięcia w długi zmusiły Kaczkowskiego do powrotu do kraju. Gdy wrócił okazało się, że rodzinny majątek będzie podlegał licytacji. Po przegraniu sprawy sądowej i utraceniu Bełchatowa, Edward Kaczkowski przebywał u krewnych w Podłężycach i Opojowicach, po czym udał się na kurację do Szczawnicy, gdzie jego stan zdrowia drastycznie się pogorszył. Pod koniec sierpnia 1868 r. najprawdopodobniej wyjechał z uzdrowiska i udał się do Krakowa, gdzie zmarł w Szpitalu św. Łazarza. Obszernym źródłem historycznym opisującym ostatnie lata jego życia są wydane w 2021 roku Zapiski Edwarda Kaczkowskiego.